# Almudena Arcones
 Almudena Arcones-Segovia (* 1979 in Madrid) ist eine spanisch-deutsche Astrophysikerin und Hochschullehrerin.

## Leben und Werk
Arcones forschte von 2004 bis 2007 am Max-Planck-Institut für Astrophysik in Garching und promovierte 2007 an der Technischen Universität München. Von 2007 bis 2010 arbeitete sie als Postdoctoral Fellow am GSI Helmholtzzentrum für Schwerionenforschung und Institut für Kernphysik (SFB 634) der Technischen Universität Darmstadt. Anschließend forschte sie bis 2012 im Department of Physics der Universität Basel. Von 2012 bis 2016 war sie Assistenzprofessorin für theoretische Astrophysik an der Technischen Universität Darmstadt, wo sie seit 2016 als außerordentliche Professorin arbeitet.

## Veröffentlichungen (Auswahl)
- mit Fernando Montes: Production of light-element primary process nuclei in neutrino-driven winds. In: The Astrophysical Journal. Band 731, Nr. 1, 2011, 5, doi:10.1088/0004-637X/731/1/5.
- „Heavy“ elements produced in neutrino-driven winds. In: Journal of Physics. Conference Series. Band 337, 2012, 012041, doi:10.1088/1742-6596/337/1/012041.
- mit Camilla J. Hansen, Fernando Montes: How many nucleosynthesis processes exist at low metallicity? In: The Astrophysical Journal. Band 797, Nr. 2, 2014, 123, doi:10.1088/0004-637X/797/2/123.
- mit Albino Perego, Hannah Yasin: Neutrino pair annihilation above merger remnants: implications of a long-lived massive neutron star. In: Journal of Physics G: Nuclear and Particle Physics. Band 44, Nr. 8, 2017, 084007, doi:10.1088/1361-6471/aa7bdc.

## Auszeichnungen
- 2002–2003: Erasmus Scholarship, Technische Universität München
- 2004–2006: International Max Planck Research School Fellowship, Max-Planck-Institut für Astrophysik, Garching
- 2011–2012: Feodor Lynen Postdoctoral Fellowship, Universität Basel
- 2012: Helmholtz Young Investigator Group Award
- 2015: Offer, Associate Professorship, National Superconducting Cyclotron Laboratory and Michigan State University
- 2016: ERC Starting Grant "The origin of heavy elements: a nuclear physics and astrophysics challenge (EUROPIUM)"